# Reazan
Reazan (în rusă Рязань) este un oraș din regiunea Reazan, Federația Rusă, cu o populație de 524.927 locuitori (2010).

## Personalități născute în Reazan
- Ivan Pavlov (1849 - 1936), fiziolog, psiholog, Premiul Nobel;
- Andrei Racikov (n. 1951), farmacolog.